# Ar-Riyadh SC
Ar-Riyadh Sport Club (arabsky: نادي الرياض السعودي‎) je saúdskoarabský fotbalový klub z hlavního města Rijádu, který byl založen roku 1953. V současné době hraje třetí nejvyšší saúdskoarabskou ligu Saudi Second Division. Domácí zápasy hraje na Prince Turki bin Abdulaziz Stadium s kapacitou 15 000 míst.